# Ian Livingstone

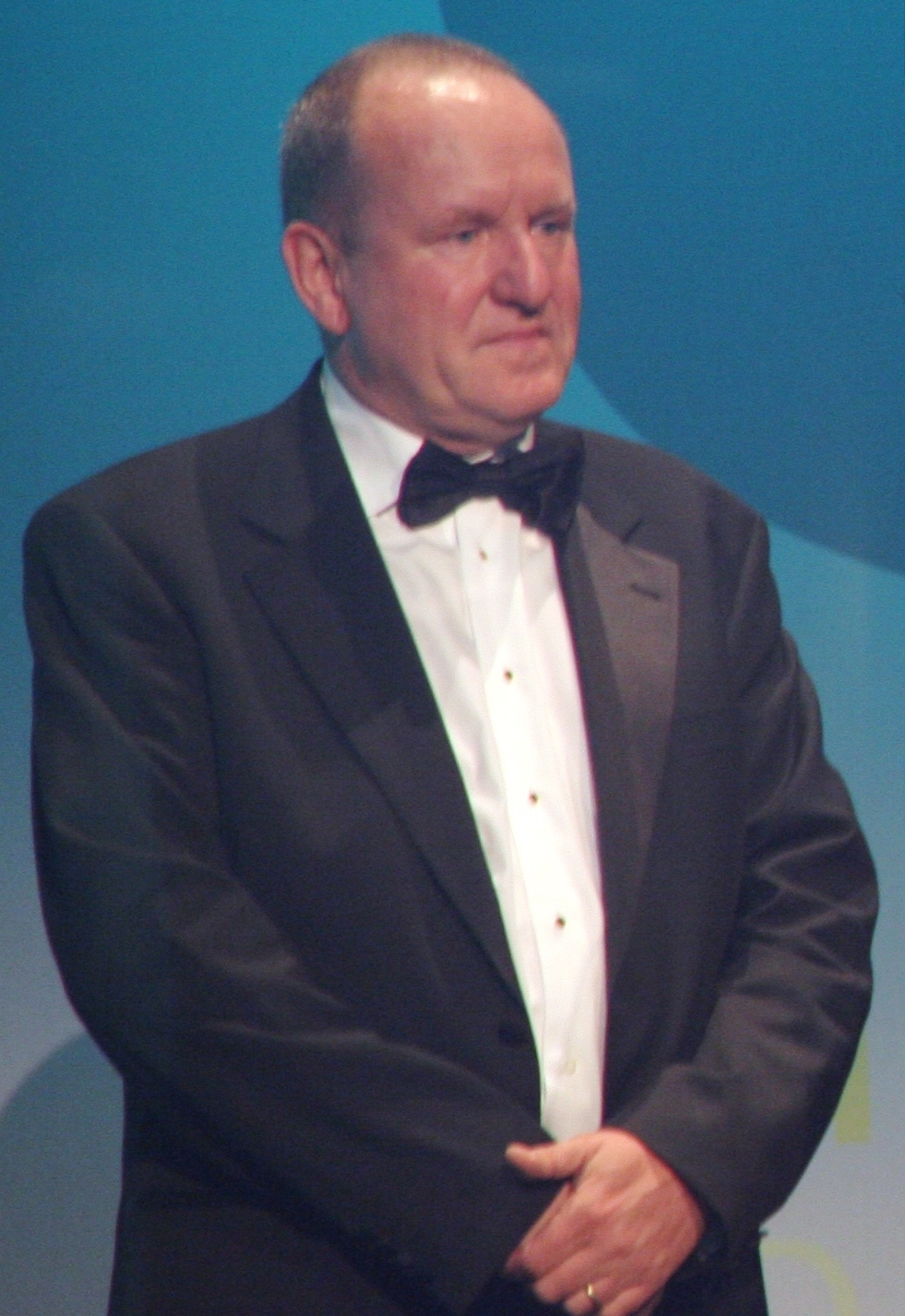
Ian Livingstone(2006).

Ian Livingstone, CBE (Manchester, dezembro de 1949) é um escritor britânico de livros do gênero fantasia e um empresário do ramo de jogos.
Em 1975 fundou a empresa de jogos Games Workshop com Steve Jackson, e ambos criaram a série de livro-jogos Fighting Fantasy, que no Brasil e em Portugal, recebeu o nome de Aventuras Fantásticas.
Livingstone trabalhou em diversos projetos de jogos (como Tomb Raider Anniversary) e é membro do comitê de videogames da British Academy of Film and Television Arts e da diretoria da editora de jogos de computador e de jogos para consolas Eidos Interactive.